# Einar Rognvaldsson
Einar Rognvaldsson en vieux-norrois: Torf-Einarr i.e Einar « la Tourbe » est Jarl ou  comte des Orcades de à 893 à 900/920.

## Origine
Einar Rognvaldsson est le second des fils illégitimes de Rognvald de Møre.Il doit son surnom de « Torf » i.e : Tourbe au fait qu'il aurait selon la Saga des Orcadiens imaginé le premier de découper de la tourbe dans le sol pour servir de combustible. En fait d'après Jean Renaud la tourbe, pratique celtique bien connue en Irlande était déjà utilisée aux Orcades et aux Shetland bien avant la venue de Einar.

## Règne
Après la tentative désastreuse de son fils Hallad le Jarl Rognvald de Møre convoque ses autres fils afin de désigner un chef pour recouvrer les Orcades et les Shetland. Il écarte son fils légitime Thorir le Taiseux dans lequel il voit son successeur et estime que son autre fils Hrollaug n'aura pas le bonheur de devenir Jarl mais que son destin est de partir pour l'Islande.
Son dernier fils Einar, né d'une mère d'origine servile, s'engage à ne jamais reparaître en Norvège si on lui procure un soutien pour reprendre les îles. Rognvald de Møre lui fournit un long navire ; le roi Harald lui confère le titre de Jarl et à l'automne Einar met le cap à l'ouest. Dès son arrivée il livre bataille et tue les deux principaux vikings qui désolaient la région : Thorir Barbe-de-Bois et Kalfr Skurfa (i.e : le pelliculeux !).
Après avoir provoqué la mort du Jarl Rognvald de Møre, Halfdan Halleg un fils du roi Harald Ier de Norvège arrive aux Orcades d'où le Jarl Einar s'enfuit. Dès l'automne suivant il revient, bat la troupe de son adversaire qui est capturé vivant. Einar afin de venger la mort de son père aurait selon la Saga fait exécuter Halfdan rituellement,.
Quelque temps après le roi Harald Ier fait voile avec sa flotte vers les Orcades et Einar se réfugie au Caithness. Des médiateurs interviennent entre eux et pour faire la paix Harald Ier exige des Orcades en compensation de la mort de son fils, une contribution de 60 marks d'or qu'Einar s'engage à payer seul avec comme contrepartie les droits allodiaux des paysans.
Torf-Einar qui selon la Saga était un « homme laid borgne mais avec une vue perçante » gouverne ensuite les îles pendant de nombreuses années avant de mourir de maladie en 900 ou en 920.

## Postérité
Torf-Einar laisse trois fils qui seront Jarl :
- Arnkel Einarsson ;
- Erlend Einarsson ;
- Thorfinn Einarsson.